# Frances Power Cobbe
Pour les articles homonymes, voir Cobbe.
Frances Power Cobbe (née le 4 décembre 1822 à Donabate près de Dublin en Irlande et morte le 5 avril 1904 à Hengwrt, près de Dolgellau au pays de Galles) est une écrivaine irlandaise, réformatrice sociale et militante des droits des femmes et des animaux.

## Biographie

### Enfance et formation
Frances Power Cobbe est née le 4 décembre 1822 à Newbridge House, le domaine familial, dans ce qui est maintenant Donabate, comté de Dublin en Irlande. Elle dit, dans ses mémoires, qu'elle est « bien née ». Sa mère, Frances Conway (1777-1847), est la fille du capitaine Thomas Conway. Son père, Charles Cobbe (1781-1857) est issu d'une famille ancienne de Swarraton. L'archevêque Charles Cobbe, primat d'Irlande, est un de ses ancêtres.
Frances Power Cobbe est essentiellement éduquée à la maison, en dehors des deux années passées dans un pensionnat de Brighton. Elle déteste cet épisode scolaire et le considère comme une perte de temps. 
À son retour en Irlande, en 1838, elle se consacre à la lecture et l'étude ainsi qu'aux affaires domestiques dont elle a la charge, sa mère étant très malade. En effet, son introduction dans la société comme débutante à 18 ans et les bals qui s'ensuivent, l'ennuient profondément et elle convainc vite ses parents de la laisser rester à la maison.

### Foi religieuse
Frances Power Cobbe commence très tôt à douter des croyances religieuses dans lesquelles elle a été élevée et, à la mort de sa mère, en 1847, elle rejette le christianisme. Lorsqu'elle annonce à son père qu'elle ne participerait plus aux prières familiales et n'irait plus à l'église, il la bannit de la maison. Elle vit avec l'un de ses frères pendant quelque temps, jusqu'à ce qu'elle soit réadmise dans la maison de son père quelques mois plus tard,. 
Ses nouvelles croyances religieuses sont fortement influencées par sa lecture des travaux de Theodore Parker, un théologien américain. Pour elle, Dieu n'est plus un juge sévère et masculin, mais un être qui « combine les qualités masculines et féminines et incorpore ainsi le respect pour les femmes aussi bien que pour les hommes ».
En 1855, elle publie « Essay on the Theory of Intuitive Morals ». Selon Hope Cholerton, l'ouvrage est publié anonymement, de façon à le dissimuler aux yeux de son père et à cacher au public qu'une femme a écrit un texte sur la philosophie et la théologie, deux domaines dans lesquels elles ne sont pas supposées avoir des compétences.
Après le décès de son père, en 1857, munie d'un petit héritage, elle voyage en Égypte et à Rome, où elle fait la connaissence de Mary Lloyd, dont elle partage la vie à partir de 1864. Elle voyage seule, ce qui est inhabituel pour une femme dans la deuxième moitié du XIXe siècle. Elle retournera en Italie à plusieurs reprises durant les vingt années suivantes, rencontrant et correspondant avec de nombreux écrivains, poètes et philosophes célèbres et influents du XIXe siècle, y compris Théodore Parker dont elle éditera plus tard les 14 volumes de ses œuvres.

### Travail au Red Lodge Reformatory
Elle s'installe à Bristol et y travaille, à partir de novembre 1858, dans l'école de rééducation pour filles, Red Lodge Reformatory fondée par Mary Carpenter, une réformatrice unitarienne et philanthrope, pour mettre en pratique en créant une  alternative aux centres de travail et prisons habituellement utilisés. 
Les deux femmes vivent ensemble mais Frances Power Cobbe est vite rebutée par la quantité de travail et l'ascétisme du style de vie de Mary Carpenter. De plus Mary Carpenter ne souhaite pas s'engager dans une relation assez fusionnelle attendue par Frances Power Cobbe. 
En 1859, Frances Power Cobbe quitte l'école et s'installe à Londres où elle gagne sa vie en écrivant pour des journaux et des revues. 

### Activités d'écriture
La mort de son père entraîne une modification de son niveau de vie, malgré la rente annuelle qu'il lui a laissée. Elle refuse cependant l'aide de son frère aîné, préférant assurer son indépendance économique en devenant écrivaine. Elle est l'une des auteures les plus prolifiques de la deuxième moitié du XIXe siècle en matière de droits des femmes et une des mieux entendues.  
Elle écrit dans plusieurs publications, notamment The Lady's Own Paper d'Anna Kingsford, Macmillan's Magazine, Fraser's Magazine, Modern Review, The Cornhill Magazine et The Quarterly Review. De 1868 à 1875, elle est chroniqueuse du quotidien The Echo et plus tard du Standard. Elle y traite de nombreux sujets, mais est surtout connue pour son engagement sur les difficultés que rencontrent les femmes et la lutte contre la vivisection.  
Elle écrit Broken Lights: an Inquiry into the Present Condition and Future Prospects of Religious Faith en 1864, son livre qui rencontre le plus de succès. Elle y critique les diverses formes de christianisme, y compris l'unitarisme, et présente son « théisme pratique ». En 1867, elle écrit une suite Dawning Lights: an Inquiry Concerning the Secular Results of the New Reformation sur la croyance future à la lumière d'une nouvelle pensée scientifique et philosophique. En 1871, elle publie Alone to the Alone, un petit livre de prières pour les théistes. The Peak in Darien, en 1882, est une défense de sa croyance en l'immortalité personnelle.  
Frances Power Cobbe publie son autobiographie The Life of Francis Power Cobbe by Herself en 1894.

### Vie avec Mary Lloyd
Frances Power Cobbe rencontre  la sculptrice galloise Mary Lloyd (1819-c. 1896) à Rome en 1861. Elles vivent ensemble de 1864 jusqu'à la mort de Mary Lloyd en 1896.
En 1884, un héritage permet à Frances Power Cobbe de prendre sa retraite au pays de Galles avec Mary Lloyd. Puis, en 1891, elle hérite à nouveau d'une somme assez considérable en tant que légataire résiduelle de la veuve de Richard Vaughan Yates, un anti-vivisectionniste dévoué.
La mort de Mary Lloyd affecte gravement Frances Power Cobbe. Son amie, l'écrivaine Blanche Atkinson, écrit : « Le chagrin de la mort de Miss Lloyd a changé tout l'aspect de l'existence de Miss Cobbe. La joie de vivre était partie. C'était une amitié comme on l'a rarement vu - parfaite dans l'amour, la sympathie et la compréhension mutuelle ».
Dans des lettres et des écrits publiés, Frances Power Cobbe se référait alternativement à Lloyd comme « mari » et « épouse ». 

## Engagements associatifs

### Luttes en faveur des droits des femmes
Son travail de journaliste amène Frances Power Cobbe à rencontrer des féministes de premier plan comme Barbara Bodichon et Lydia Becker et le philosophe John Stuart Mill qui l'encourage dans ses écrits. 
Elle est une des premières membres de la Kensington Society en 1865 et est impliquée dans la pétition de 1866 pour le suffrage des femmes. 
En 1867, elle rejoint la London Society for Women's Suffrage  et fait partie du réseau de féministes qui font campagne pour le suffrage féminin, comme Emily Davies, John Stuart Mill, Millicent Garrett Fawcett. Elle en démissionne la même année, à la suite de différends avec d'autres membres.
En 1877, elle publie une brochure, Why Women Desire the Franchise, qui expose de manière incisive ses arguments en faveur du suffrage des femmes, ainsi que les objections à son encontre. 
En 1862, elle intervient devant le Congrès des sciences sociales pour demander l'admission des femmes dans les universités. À l'époque, sa proposition est tournée en ridicule, il faudra encore 50 ans avant que les universités d'Oxford et de Cambridge n'admettent des femmes.
Frances Power Cobbe devient membre du Married Women's Property Committee qui milite pour l'égalité du droit de propriété pour les femmes dans le mariage. 
Le féminisme de Frances Power Cobbe est réputé « agressif » vis à vis des hommes. Dans un pamphlet « Criminals, Idiots, Women and Minors » en 1869, elle écrit que les hommes veulent que les femmes soient économiquement dépendantes pour que leur autorité ne soit pas contestée. De plus, leur soumission rend possible la maltraitance conjugale.  
D'après Banks, certaines idées de Frances Power Cobbe sont très conservatrices. Dans « The Duties of Women » (1881), elle déclare que les devoirs d'une épouse et mère doivent primer sur tout le reste. Elle est également très conventionnelle dans son attitude envers la moralité sexuelle et condamne la vie libre pratiquée par certaines femmes. Elle est aussi membre du Parti conservateur et dame de la Primrose League, détestée par de nombreuses suffragistes en raison de sa vision élitiste.

### Luttes contre les violences envers les femmes
Frances Power Cobbe fait de la lutte contre les violences faites au femme son cheval de bataille, dès la fin des années 1870. Dans la brochure, Wife Torture in England, elle documente la question en se basant sur des rapports de police et conclut que la violence domestique n'est pas l'apanage des milieux pauvres comme communément admis, mais procède du système culturel britannique. À son sens, le cadre légal et moral du mariage ne laisse aucune autonomie aux femmes une fois mariées. La subordination à la volonté de leur mari est une des causes d'abus et de maltraitance. 
La « tyrannie conjugale », comme elle dit, bénéficie d’un statut légal à part : sans être encouragée, elle est tolérée voire autorisée. Certains hommes d’Église estimaient que la violence domestique est un phénomène tout à fait normal et acceptable au regard des principes chrétiens.   
Frances Power Cobbe est sans doute la première des réformatrices à analyser avec clarté la relation de causalité entre subordination féminine et violence domestique. 
Frances Power Cobbe pense que la punition des maris maltraitants n'est pas une garantie de sécurité pour les victimes, et pense que, pour protéger les femmes dont les maris ont déjà été condamnés pour coups et blessures, il est plus efficace d'amender les lois sur le divorce. Bien que sa proposition soit soutenue par plusieurs députés masculins, le fait que les femmes n'aient pas le droit de vote et ne bénéficient pas de représentation parlementaire, les met à la merci des hommes.« ... dans notre constitution actuelle, les femmes, n'ayant pas de voix, ne peuvent qu'exceptionnellement et par faveur exercer une pression pour forcer l'attention sur les injustices les plus criantes dont elles souffrent ». Cependant, son influence permet de faire adopter par le Parlement, le 27 mai 1878, une loi autorisant les épouses à se séparer d'un mari reconnu coupable de voies de fait graves à condition que la femme puisse prouver de manière certaine qu’elle est victime de maltraitance et que sa vie est en danger. La garde des enfants lui est confiée et le mari indigne est contraint de verser une allocation hebdomadaire à sa famille. Les épouses les plus démunies vont ainsi bénéficier de la même protection que les plus fortunées. 
« La partie de mon travail pour les femmes… à laquelle je repense avec le plus de satisfaction est celle dans laquelle j'ai travaillé pour obtenir la protection des épouses malheureuses, battues, mutilées ou piétinées par des maris brutaux »

### Lutte contre la vivisection
Frances Power Cobbe concentre ensuite son énergie sur la lutte contre la vivisection.
La situation des femmes et celle des animaux présentent, dans son analyse, certaines similitudes. Elle parle de la cruauté, de l’inhumanité, voire de la torture dont chacun est victime, et souligne l’altérité qui semble les condamner, et qui rabaisse les représentantes du sexe dit faible au statut de bêtes, en les excluant du genre humain.
Elle publie un article dans le Fraser's Magazine, intitulé The Rights of Man and the Claims of Brutes  (Les droits de l'homme et les revendications des brutes), dans lequel elle expose les questions morales impliquées dans la vivisection.
Avant 1853, les animaux sont juridiquement mieux protégés que certains êtres humains. Ce n’est en effet qu’en 1853 que la loi intitulée Act for the Better Prevention and Punishment of Aggravated Assaults upon Women and Children est adoptée par le Parlement britannique, étendant aux femmes la protection dont jouissent déjà certains animaux. Avant 1853, les enfants et les femmes sont moins bien protégés contre les coups et les blessures infligés par leurs pères ou leurs maris que les chevaux et le bétail des traitements abusifs de leurs propriétaires.
Frances Power Cobbe préconise le renforcement de la loi sur les expériences sur les animaux. En août 1876, le gouvernement britannique adopte le Vivisection Act, qui limite l'expérimentation sur les animaux vivants aux personnes autorisées mais ne contraint pas à placer sous anesthésie générale les animaux, sujets d'expériences, comme le souhaite Frances Power Cobbe. Elle continue, dès lors à écrire et pétitionner tout au long des années 1870 et 1880, et publie plus de 400 brochures, livres et dépliants. 
Frances Power Cobbe fonde deux associations : 
- en 1876, la Society for the Protection of Animals Liable to Vivisection (SAPLV) , la première organisation mondiale de lutte contre l'expérimentation animale,
- puis la British Union for the Abolition of Vivisection (BUAV) en 1898.

Ces deux organisations existent toujours à ce jour, la SAPLV sous le nom de National Anti-Vivisection Society (en) et BUAV sous le nom de Cruelty Free International. 
Elle fonde et écrit pour la revue Zoophilist et, jusqu'en 1884, en est la secrétaire.

### Fin de vie
Frances Power Cobbe meurt à Hengwrt le 5 avril 1904. Elle est inhumée dans le cimetière de l'église Saint-Illtud de Llanelltyd, auprès de Mary Lloyd.

## Hommages et postérité
Un portrait de Frances Power Cobbe figure dans une peinture murale par Walter P. Starmer dévoilée en 1921 dans l'église de St Jude-on-the-Hill dans la banlieue de Hampstead Garden, Londres.

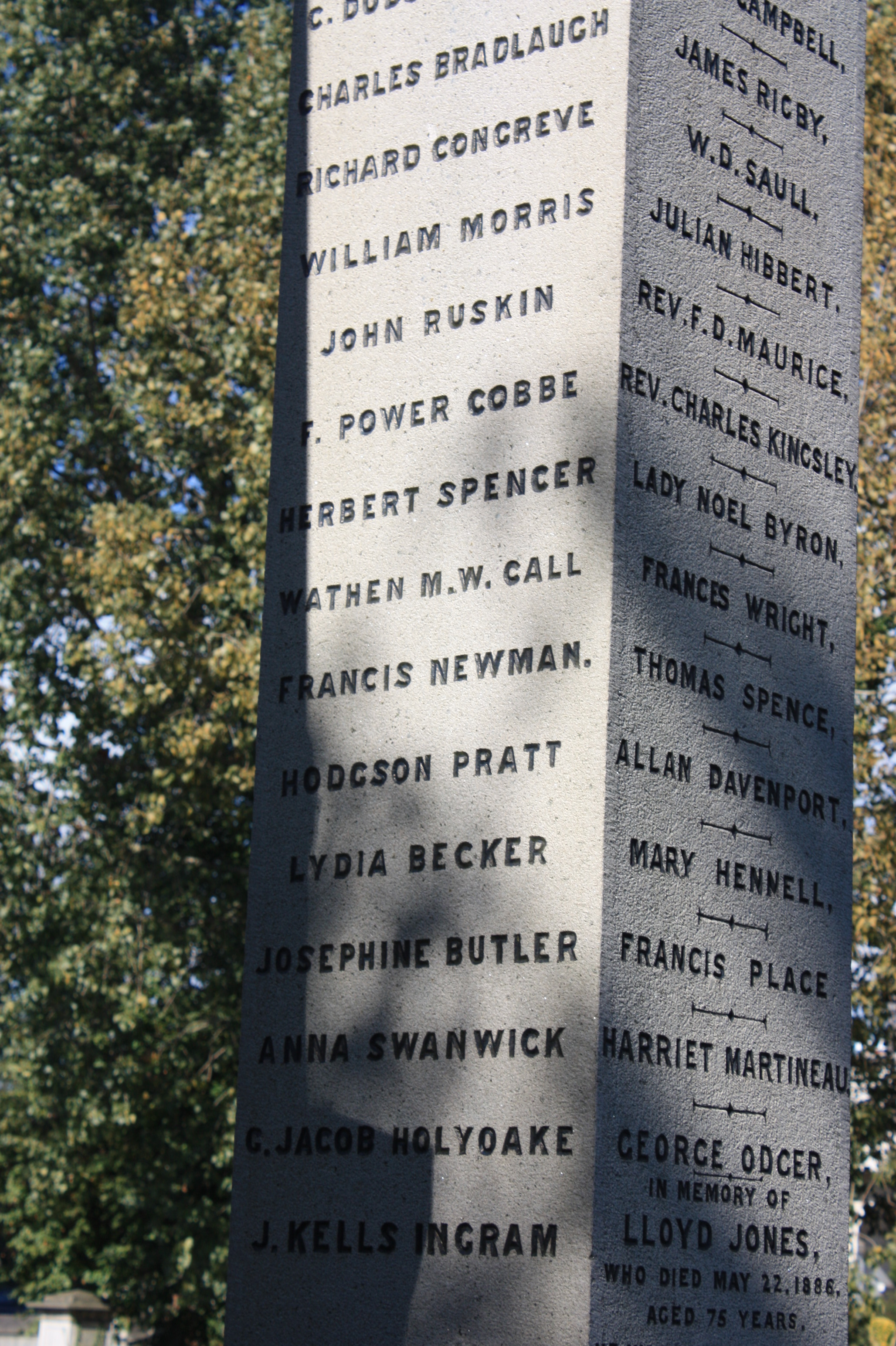
Son nom est inscrit sur le Reformers memorial, Kensal Green Cemetery.

Son nom et sa photo figurent, avec ceux de 58 autres partisans du suffrage féminin sur le socle de la statue de Millicent Fawcett sur la place du Parlement, à Londres, inaugurée en 2018.
Son nom est inscrit sur la face sud du Reformers Memorial au cimetière de Kensal Green à Londres. 
Le poste de professeur de théologie animale à la Graduate Theological Foundation, aux États-Unis, porte son nom.

## Publications
- (en) The Age of Science : A Newspaper of the Twentieth Century, Lire en ligne
- (en)Broken Lights: an Inquiry into the Present Condition and Future Prospects of Religious Faith, London, Trübner & Co, 1864
- (en)Criminal, Idiots, Women, and Minors. Is the classification sound ? (1869), Dodo Press, réed. 2008 (ISBN 9781406561340)
- (en) Darwinism in morals and other essays. Reprinted from the Theological and Fortnightly reviews, Fraser's and Macmillan's magazines and the Manchester friend, London, Williams and Norgate, 1872. Lire en ligne
- (en) The duties of women, a course of lectures, Boston, G.H. Ellis, 1881, 204 p. Lire en ligne
- (en) Essays on the Theory of Intuitive Morals, 1855
- (en)Life of Frances Power Cobbe as told by herself, 2 volumes, Robarts - University of Toronto, 1894, 348 p. Lire en ligne, vol. 1, vol. 2
- (en) The Scientific Spirit of the Age, and Other Pleas and Discussions, Lire en ligne
- (en)Wife Torture in England, dans Contemporary Review, 1878. Lire en ligne
- (en)Why Women desire the Franchise,  Spottiswoode & Co, 1869